# کوک-ارت (شهرستان قره‌کولجه)
کوک-ارت (به لاتین: Kök-Art) یک عوارض جغرافیایی در قرقیزستان است که در شهرستان قره‌کولجه واقع شده‌است. کوک-ارت ۳٬۶۷۳ نفر جمعیت دارد و ۱٬۷۱۵ متر بالاتر از سطح دریا واقع شده‌است.